# Акушский, Израиль Яковлевич
Израиль Яковлевич Акушский (при рождении Азриил Янкелевич; 17 [30] июля 1911, Екатеринослав — 2 апреля 1992, Москва) — советский математик, академик.

## Биография
Родился 17 июля (по старому стилю) 1911 года в Екатеринославе в семье виленского мещанина, городского раввина Янкеля Ароновича Акушского (4 августа 1873 — ?), ставшего после революции 1917 года учителем. Мать — Элька-Либа Абрам-Ицковна Акушская. Семья переехала в Екатеринослав из Ковны.
В 1927 году окончил среднюю школу и переехал в Москву с целью поступить на физико-математический факультет МГУ, однако не был принят. Занимался самостоятельно по курсу физмата, посещая лекции и участвуя в работе семинаров. Таким образом, официально не имел высшего образования, что в то время не являлось препятствием для научной карьеры.

### Работа
- 1931—1934 вычислитель Научно-исследовательского института математики и механики МГУ им. М. В. Ломоносова.
- 1934—1937 редактор секции математики Государственного издательства технико-теоретической литературы.
- 1937—1948 младший, затем старший научный сотрудник отдела приближенных вычислений Математического института им. В. С. Стеклова АН СССР (где его научным наставником был Л. А. Люстерник). С 1939 г. руководил группой, которая рассчитывала таблицы стрельб для артиллерийских орудий, навигационные таблицы для военной авиации, таблицы для радиолокационных систем ВМФ и др. В 1941—1945 гг. начальник ВЦ генштаба ВВС, организатор системы расчета штурманских таблиц.
- 1948—1951 старший научный сотрудник, с 1950 и. о. зав. лабораторией Института точной механики и вычислительной техники (ИТМ и ВТ) АН СССР (куда был переведен отдел Люстерника).
- 1951—1953 главный инженер проекта Государственного института «Стальпроект» Министерства чёрной металлургии СССР.
- 1953—1956 зав. лабораторией машинной и вычислительной математики при президиуме АН КазССР (по приглашению президента АН Казахской ССР Х. И. Сатпаева).
- 1956—1960 старший научный сотрудник в лаборатории Д. И. Юдицкого в СКБ-245 (п/я 2473).
- 1960—1964 начальник лаборатории в отделе Д. И. Юдицкого в НИИ-37.
- 1964—1969 руководитель группы в отделе Д. И. Юдицкого в НИИ физических проблем (руководил разработкой варианта модулярной арифметики ЭВМ «Алмаз»).
- 1969—1974 и. о. заместителя директора по научной работе Специализированного вычислительного центра (СВЦ).

В 1966—1974 гг. заведующий кафедрой вычислительной математики (которую сам организовал) в МИЭТ.
С 1974 на пенсии.

### Семья
Был женат на Галине Петровне Дербер (1921—?), дочери революционера Петра Яковлевича Дербера, которая работала преподавателем кафедры иностранных языков Московского нефтяного института имени И. М. Губкина.

## Звания
Кандидат (1945), доктор (1965) технических наук. Старший научный сотрудник (1947), профессор (1964).
Член-корреспондент АН КазССР (1970).

## Публикации
- Как упростить вычисления / Л. Я. Нейшулер, И. Я. Акушский. — М.— Л.: Издательство Академии наук СССР, 1938. — 136 с.
- Таблицы бесселевых функций / Л. А. Люстерник, И. Я. Акушский, В. А. Диткин. — М.—Л.: Гостехиздат, 1949. — 430 с.
- Машинная арифметика в остаточных классах / И. Я. Акушский, Д. И. Юдицкий. — М.: Советское радио, 1968. — 439 с.
- Акушский, Израиль Яковлевич. Программирование на «Электронике-100» для задач АСУ ТП. — М.: Советское радио, 1978. — 295 с.
- Методы и техника выполнения арифметических операций на счётно-перфорационных машинах: Методы деления / И. Я. Акушский, М. Г. Раппопорт; ЦСУ СССР. Глав. упр. вычислит. работ. — М.: Статистика, 1968. — 47 с.
- Основы машинной арифметики комплексных чисел / И. Я. Акушский, В. М. Амербаев, И. Т. Пак; АН Каз. ССР. Ин-т математики и механики. — Алма-Ата: Наука, 1970. — 248 с.